# 朱迪·瓦奇曼
朱迪·瓦奇曼（Judy Wajcman，1950年12月12日—），英国国家学术院院士（FBA），澳洲社会科学院（FASSA），是伦敦政治经济学院（LSE）社会学的安东尼·吉登斯讲席教授（Anthony Giddens Professor of Sociology）。她是英国艾伦·图灵研究所“数据科学与人工智能中的女性”项目的首席研究员，同时也是牛津互联网研究所的访问教授。
她的学术兴趣涵盖工作社会学、科技与社会研究（STS）、性别理论与组织分析等领域。其著作已被翻译为法语、德语、希腊语、意大利语、韩语、日语、葡萄牙语、俄语、中文和西班牙语。
在2009年加入LSE之前，瓦奇曼曾在澳大利亚国立大学社会科学研究学院担任社会学教授。她是剑桥大学圣约翰学院（St. John's College）首位获得诺曼·拉斯基研究奖学金（Norman Laski Research Fellow, 1978–1980）的女性。1997年，她被选为澳大利亚社会科学院院士（FASSA）。
她曾担任科技与社会研究学会（4S）主席（2009–2011），并于2013年获得美国社会学协会的威廉·F·奥格本终身成就奖。2015年，她获得日内瓦大学的荣誉博士学位，2016年当选为英国科学院院士（FBA）。她的著作《Pressed for Time》获2017年科学社会学研究学会卢德维克·弗莱克奖（Ludwik Fleck Prize）。2018年，她获得牛津互联网研究所终身成就奖，2021年则获得4S学会颁发的约翰·伯纳尔奖（John Desmond Bernal Prize）。